# Ally (Vorname)
Ally ist ein weiblicher und männlicher Vorname.

## Herkunft und Bedeutung
Der weibliche Name ist eine englische Verkleinerungsform von Alison, Alexandra und anderen ähnlich klingenden Namen. Weitere Varianten sind Alex, Alexa, Alexina, Ali, Allie, Lexi, Lexie, Lexine, Lexy, Sandie, Sandy, Zandra, Alyx, Drina und Lexa.
Der männliche Name ist eine schottische Verkleinerungsform von Alistar.

## Bekannte Namensträger

### Weiblich
- Ally Blake, australische Autorin
- Ally Brooke (* 1993), US-amerikanische Sängerin
- Ally Condie, US-amerikanische Romanautorin
- Ally Kennen (* 1975), britische Sängerin und Schriftstellerin
- Ally Storch (* 1976), deutsche Geigerin und Studiomusikerin
- Ally Venable (* 1999), US-amerikanische Gitarristin, Sängerin und Songwriterin
- Ally Walker (* 1961), US-amerikanische Schauspielerin

### Männlich
- Ally Kerr, Singer-Songwriter
- Ally McCoist (* 1962), schottischer Fußballnationalspieler und -trainer
- Ally MacLeod (1931–2004), schottischer Fußballspieler und -trainer
- Ally Maxwell (* 1965), schottischer Fußballtorhüter und -trainer